# Суперчемпионат Паулиста
Суперчемпионат Паулиста (порт. Supercampeonato Paulista) — бразильский футбольный турнир, созданный Федерацией футбола Паулиста, единственный розыгрыш которого прошёл в 2002 году.
В турнире принимали участие Победитель чемпионата штата Сан-Паулу, «Итуано», а также три клуба, завоевавшие квалификацию на розыгрыш турнира Рио-Сан-Паулу, клубы «Сан-Паулу», «Палмейрас» и «Коринтианс».
Турнир был придуман ради того, чтобы избежать большого количества команд в чемпионате штата Сан-Паулу, из-за чего крупные клубы, вынужденные проводить множество матчей в сезоне, отказались играть в первенстве штата. Из-за многочисленной критики, которой подвергся турнир, первый розыгрыш остался единственным.

## Матчи
| Дата   |            | Результат |            | Стадион               |
| 19 мая | Итуано     | 2 — 0     | Коринтианс | Doutor Novelli Júnior |
| 19 мая | Сан-Паулу  | 2 — 0     | Палмейрас  | Anacleto Campanella   |
| 22 мая | Палмейрас  | 2 — 2     | Сан-Паулу  | Canindé               |
| 22 мая | Коринтианс | 3 — 2     | Итуано     | Martins Pereira       |
| 26 мая | Итуано     | 2 — 2     | Сан-Паулу  | Doutor Novelli Júnior |
| 30 мая | Сан-Паулу  | 4 — 1     | Итуано     | Morumbi               |

## Финал
30 мая, 2002
| Сан-Паулу    | 4 — 1 (3-0) | Итуано      | Морумби |
| Адриано 18'  |             | Базилио 76' | Морумби |
| Рейналдо 21' |             |             |         |
| Хироси 24'   |             |             |         |
| Адриано 43'  |             |             |         |